# Моробе
Моробе е провинция на Папуа Нова Гвинея. Площта ѝ е 33 705 квадратни километра и има население от 674 810 души (по преброяване от юли 2011 г.). Намира се в часова зона UTC+10. Разделена е на 9 окръга.